# Meniscomorpha besheba
Meniscomorpha besheba är en stekelart som beskrevs av Ugalde och Ian D. Gauld 2002. Meniscomorpha besheba ingår i släktet Meniscomorpha och familjen brokparasitsteklar. Inga underarter finns listade i Catalogue of Life.